# Équipe de Tunisie de football en 1979
L'équipe de Tunisie de football connaît en 1979 la démission de son entraîneur national Abdelmajid Chetali, attiré par les offres des pays du Golfe. La Fédération tunisienne de football est obligée de se rabattre sur l'ancien entraîneur national, Ameur Hizem, nommé le 21 décembre 1978. Mais celui-ci, après une lourde défaite aux éliminatoires des Jeux olympiques de 1980 contre l'équipe de Libye, est remplacé en juillet 1979 par Hmid Dhib. Celui-ci bénéficie d'une douzaine de matchs de préparation en vue des Jeux méditerranéens de 1979. Il rappelle même Mohieddine Habita, mais la génération de l'après-coupe du monde est encore trop fragile et l'équipe ne brille guère, sauf en matchs amicaux contre Malte et le Sénégal.

## Matchs

### Rencontres internationales
| Date              | Stade                                | Adversaire         | Score | Comp | Buteurs tunisiens                                        |
| 9 février 1979    | Stade olympique d'El Menzah, Tunisie | Pologne            | 0-2   | A    |                                                          |
| 25 mars 1979      | Stade olympique d'El Menzah, Tunisie | Libye              | 1-0   | QJO  | Ben Mahmoud 16e                                          |
| 13 avril 1979     | Tripoli, Libye                       | Libye              | 0-3   | QJO  |                                                          |
| 28 août 1978      | Stade Chedly-Zouiten, Tunisie        | Malte              | 4-0   | A    | R. Tounsi 44e, Bayari 56e, K. Ben Brahim 86e, Hergal 88e |
| 21 septembre 1979 | Split, Yougoslavie                   | Turquie            | 0-1   | JMED |                                                          |
| 23 septembre 1979 | Split, Yougoslavie                   | Algérie            | 1-1   | JMED | Bayari 5e                                                |
| 25 septembre 1979 | Split, Yougoslavie                   | France (olympique) | 1-2   | JMED | Hergal 75e                                               |
| 26 décembre 1979  | Stade olympique d'El Menzah, Tunisie | Sénégal            | 3-1   | A    | M. Ben Brahim 2e, Shili 33e, Bayari 70e                  |

### Matchs de préparation
| Date              | Stade                                | Adversaire                             | Score | Comp | Buteurs tunisiens             |
| 9 janvier 1979    | Toulouse, France                     | Anderlecht ( Belgique)                 | 1-2   | A    | Boughnia                      |
| 14 février 1979   | Stade Chedly-Zouiten, Tunisie        | FC Dinamo Tbilissi ( Union soviétique) | 1-2   | A    | Ben Mahmoud                   |
| 3 mars 1979       | Stade olympique d'El Menzah, Tunisie | Bayern Munich ( Allemagne de l'Ouest)  | 0-0   | A    |                               |
| 14 mars 1979      | Stade olympique d'El Menzah, Tunisie | AS Cannes ( France)                    | 1-0   | A    | Mfarej                        |
| 6 août 1979       | Bucarest, Roumanie                   | Akademica Roumania ( Roumanie)         | 0-4   | A    |                               |
| 7 août 1979       | Bucarest, Roumanie                   | Akademica Roumania ( Roumanie)         | 3-2   | A    | Sebouaï (2 buts), M. Sassi    |
| 8 août 1979       | Bucarest, Roumanie                   | FC Argeș Pitești ( Roumanie)           | 0-1   | A    |                               |
| 9 août 1979       | Bucarest, Roumanie                   | ISCM Bucarest ( Roumanie)              | 1-1   | A    | Hergal                        |
| 10 août 1979      | Bucarest, Roumanie                   | Automatica ( Roumanie)                 | 2-3   | A    | Hergal, R. Tounsi             |
| 11 août 1979      | Bucarest, Roumanie                   | FC Farul Constanța ( Roumanie)         | 3-2   | A    | Hergal, M. Sassi, Ben Mahmoud |
| 12 août 1979      | Bucarest, Roumanie                   | FC Rapid Bucarest ( Roumanie)          | 2-1   | A    | M. Sassi, R. Tounsi           |
| 6 août 1979       | Bucarest, Roumanie                   | Akademica Roumania ( Roumanie)         | 0-4   | A    |                               |
| 17 août 1979      | Ancône, Italie                       | Ancona ( Italie)                       | 1-1   | A    | Bayari                        |
| 18 août 1979      | Pescara, Italie                      | Pescara ( Italie)                      | 1-0   | A    | M. Sassi                      |
| 5 septembre 1979  | Sofia, Bulgarie                      | CSKA Sofia ( Bulgarie)                 | 1-2   | A    | R. Tounsi                     |
| 8 septembre 1979  | Sofia, Bulgarie                      | PFC Akademik Sofia ( Bulgarie)         | 0-4   | A    |                               |
| 12 septembre 1979 | Sofia, Bulgarie                      | Lokomotiv Sofia ( Bulgarie)            | 0-1   | A    | R. Tounsi                     |
| 18 septembre 1979 | Omiš, Yougoslavie                    | NK Omiš ( Yougoslavie)                 | 3-1   | A    | Bayari (2 buts), R. Tounsi    |
| 5 décembre 1979   | Stade olympique d'El Menzah, Tunisie | Southampton FC ( Angleterre)           | 0-1   | A    |                               |
| 19 décembre 1979  | Stade olympique d'El Menzah, Tunisie | CSKA Sofia ( Bulgarie)                 | 1-1   | A    | Kaabi                         |

## Sources
- Mohamed Kilani, « Équipe de Tunisie : les rencontres internationales », Guide-Foot 2010-2011, éd. Imprimerie des Champs-Élysées, Tunis, 2010
- Béchir et Abdessattar Latrech, 40 ans de foot en Tunisie, vol. 1, chapitres VII-IX, éd. Société graphique d'édition et de presse, Tunis, 1995, p. 99-176